# Endeligt
Endeligt ist ein Album der dänischen Funeral-Doom-Band Nortt.

## Geschichte
Mit Endeligt veröffentlichte Nortt nach einer Pause von zehn Jahren das vierte Studioalbum. Die langjährige Pause habe mit seinem Privatleben und der Zunahme an Musikgruppen des gleichen Stils. Er fühlte sich entmutigt, eigene Aufnahmen zu machen.

„I heard more and more bands playing a somewhat similar genre, and I thought many of them had a better sound and production, which made Nortt seem far behind. I had become the old crippled man yelling something insignificant in the background.“

„Ich hörte immer mehr Bands, die ein ähnliches Genre spielten, und ich fand, dass viele von ihnen einen besseren Sound und eine bessere Produktion hatten, was Nortt weit hinter sich zu lassen schien. Ich war der alte verkrüppelte Mann geworden, der im Hintergrund etwas Unbedeutendes brüllte.“

Nortt hörte mit der Produktion von Alben auf, da er aus den Umständen kein Bedürfnis und keinen Willen verspürte, seine Musik weiterhin der Öffentlichkeit zugänglich zu machen. Er führte das Schreiben und Spielen zwar fort, nahm jedoch vorerst keines seiner Stücke auf. Nach Jahren beschloss Nortt, ohne konkreten Anlass, ein Nachfolgealbum zu Galgenfrist aufzunehmen. Irgendwann, so erläuterte er, stapelten sich die geschriebenen Lieder und ihm stand Zeit zur Verfügung. Die Aufnahmebedingungen seiner vorherigen Alben behielt Nortt dabei weitestgehend bei. Endeligt wurde in seinem Heimstudio, dass er Mournful Monument nannte eingespielt. Dabei griff er zu großen Teilen auf das Equipment früherer Aufnahmen, die er über Jahre gesammelt hatte, zurück. Als wesentlichen Unterschied verwies er auf einen 24-Spur-Recorder, der den zuvor genutzten 8-Spur-Rekorder ersetzte.

## Albuminformationen
Endeligt ist das vierte Studioalbum der Band.

### Umfang
Das am 29. Dezember 2017 erstmals veröffentlichte Album enthält neun Stücke mit einer Gesamtspielzeit von 39:12 Minuten. Das Album wurde über Avantgarde Music als MC, CD und LP veröffentlicht.

### Stil
Den als Pure Depressive Black Funeral Doom Metal bezeichneten Crossover aus Black Doom, Depressive Black Metal, Dark Ambient und Funeral Doom der vorherigen Veröffentlichungen behielt Nortt auch auf dem nach zehn Jahren veröffentlichten vierten Studioalbum bei. Dabei variiert Nortt auf Enedligt Elemente der musikalischen Ausarbeitung, stellt das Piano stärker in den Vordergrund und nimmt das stark verzerrte repetitive Gitarrenspiel etwas zurück. Der Rhythmus ist konstant langsam und der Gesang eine Mischung aus Flüstern, gutturalem Growling und Screaming. Nortt verzichtet dabei auf einen im Metal beliebten Eskapismus aus eindrucksvollem Riffing, ausgefallene Instrumentierung, einprägsamer Hooks und Melodien und konzentriere die Musik auf „eine einnehmende Atmosphäre“ die eine „kühle, sich aufbauende und dabei eher anmutig denn monströs erdrückend wirkende Stimmung durch vereinzelte Akkorde und den ausgebreiteten Klangteppich des Pianos“ erschafft.

„Das resultierende vierte Album ‚Endelight‘ [sic!], das 2017 nach zehnjähriger Pause erschien, ist auch stark ambientig. Das geht so weit, dass die sehr reduzierte Musik immer stoppt, bis dann ganz ruhig Wind oder ein ganz leises Instrument einsetzt.“

## Wahrnehmung
Die internationale Resonanz auf Endeligt war einheitlich positiv. Bemängelt wurden lediglich die verhältnismäßig geringe Dauer der Stücke einerseits, und die langen Phasen annähernder Stille in den Stücken andererseits. Gerade das kritisierte Spiel mit der Stille lobten wiederum andere als Teil einer konsequenten Verwirklung der musikalischen Vision. So lobte das Gros der Rezensenten das Album als ein erfolgreiches und willkommenes Comeback, auf das das Publikum lange gewartet habe.
Das „kleine Juwel ewiger Melancholie“ könne „die Fans von NORTT nur versöhnlich stimmen“ und sich „stimmungsvoll und vereinnahmend […] in die Herzen von Anhängern der Funeral- und Depressive-Bewegung innerhalb des Black Metals“ spielen. Im Vergleich mit Gruppen ähnlicher Spielform habe sich Nortt „durch Vision und Kreativität in eine eigene Liga, meilenweit von der Konkurrenz entfernt, geführt.“ So verkörpere Endeligt die nächste Stufe modernen Funeral Dooms, „ein absolutes und endgültiges Eindringen in Bereiche, in die sich nur wenige wagen würden vorzudringen.“